# Список птахів Танзанії
Це перелік видів птахів, зафіксованих на території Танзанії. Авіфауна Танзанії налічує загалом 1117 видів, з яких 30 є ендемічними, 14 вважаються рідкісними або випадковими. 4 види були інтродуковані до Танзанії. Один вид не був зафіксований, однак, імовірно, присутній на території країни.

## Позначки
Наступні теги використані для виділення деяких категорій птахів.
- (А) Випадковий — вид, який рідко або випадково трапляється в Танзанії
- (Е) Ендемічий — вид, який є ендеміком Танзанії
- (I) Інтродукований — вид, завезений до Танзанії як наслідок, прямих чи непрямих дій людських дій
- (H) Гіпотетичний — не зафіксований вид, який, однак, імовірно, присутній на території Танзанії

## Страусоподібні(Struthioniformes)
Родина: Страусові (Struthionidae)
- Страус африканський, Struthio camelus

## Гусеподібні(Anseriformes)
Родина: Качкові (Anatidae)
- Свистач білоголовий, Dendrocygna viduata
- Свистач рудий, Dendrocygna bicolor
- Стромярка, Thalassornis leuconotus
- Качка шишкодзьоба, Sarkidiornis melanotos
- Каргарка нільська, Alopochen aegyptiaca
- Шпорокрил, Plectropterus gambensis
- Чирянка-крихітка африканська, Nettapus auritus
- Чирянка велика, Spatula querquedula
- Чирянка жовтощока, Spatula hottentota
- Широконіска капська, Spatula smithii (A)
- Широконіска північна, Spatula clypeata
- Нерозень, Mareca strepera
- Свищ євразійський, Mareca penelope
- Качка чорна, Anas sparsa
- Крижень жовтодзьобий, Anas undulata
- Чирянка африканська, Anas capensis
- Шилохвіст червонодзьобий, Anas erythrorhyncha
- Шилохвіст північний, Anas acuta
- Чирянка мала, Anas crecca
- Чернь червоноока, Netta erythrophthalma
- Попелюх звичайний, Aythya ferina  VU
- Чернь чубата, Aythya fuligula
- Савка африканська, Oxyura maccoa  VU

## Куроподібні(Galliformes)
Родина: Цесаркові (Numididae)
- Цесарка рогата, Numida meleagris
- Цесарка синьогруда, Acryllium vulturinum
- Цесарка чубата, Guttera pucherani

Родина: Фазанові (Phasianidae)
- Куріпка африканська, Xenoperdix udzungwensis (E)  EN
- Перепілка африканська, Synoicus adansonii
- Перепілка звичайна, Coturnix coturnix
- Перепілка-арлекін, Coturnix delegorguei
- Турач тропічний, Pternistis squamatus
- Турач східний, Pternistis hildebrandti
- Турач жовтогорлий, Pternistis leucoscepus
- Турач танзанійський, Pternistis rufopictus (E)
- Турач рудогорлий, Pternistis afer
- Турач чубатий, Ortygornis sephaena
- Турач вохристоголовий, Campocolinus coqui
- Турач лісовий, Peliperdix lathami
- Турач рудокрилий, Scleroptila levaillantii
- Турач світлобровий, Scleroptila streptophora  NT
- Турач Шелі, Scleroptila shelleyi

## Фламінгоподібні(Phoenicopteriformes)
Родина: Фламінгові (Phoenicopteridae)
- Фламінго рожевий, Phoenicopterus roseus
- Фламінго малий, Phoeniconaias minor  NT

## Пірникозоподібні(Podicipediformes)
Родина: Пірникозові (Podicipedidae)
- Пірникоза мала, Tachybaptus ruficollis
- Пірникоза велика, Podiceps cristatus
- Пірникоза чорношия, Podiceps nigricollis

## Голубоподібні(Columbiformes)
Родина: Голубові (Columbidae)
- Голуб сизий, Columba livia (I)
- Голуб цяткований, Columba guinea
- Columba arquatrix
- Columba delegorguei
- Голуб білощокий, Columba larvata
- Горлиця звичайна, Streptopelia turtur (A)  VU
- Streptopelia lugens
- Streptopelia decipiens
- Streptopelia semitorquata
- Streptopelia capicola
- Горлиця мала, Spilopelia senegalensis
- Горлиця сомалійська, Turtur chalcospilos
- Горлиця рожевочерева, Turtur afer
- Горлиця білолоба, Turtur tympanistria
- Горлиця капська, Oena capensis
- Вінаго пембанський, Treron pembaensis (E)  VU
- Вінаго африканський, Treron calvus

## Рябкоподібні(Pterocliformes)
Родина: Рябкові (Pteroclidae)
- Рябок пустельний, Pterocles exustus
- Рябок жовтогорлий, Pterocles gutturalis
- Рябок кенійський, Pterocles decoratus

## Дрохвоподібні(Otidiformes)
Родина: Дрохвові (Otididae)
- Дрохва африканська, Ardeotis kori  NT
- Дрохва кафрська, Neotis denhami  NT
- Корхаан білочеревий, Eupodotis senegalensis
- Дрохва сомалійська, Lophotis gindiana
- Дрохва чорночерева, Lissotis melanogaster
- Дрохва суданська, Lissotis hartlaubii

## Туракоподібні(Musophagiformes)
Родина: Туракові (Musophagidae)
- Турако блакитний, Corythaeola cristata
- Турако мозамбіцький, Tauraco livingstonii
- Турако заїрський, Tauraco schalowi
- Турако чорнодзьобий, Tauraco schuettii
- Турако кенійський, Tauraco fischeri  NT
- Турако танзанійський, Tauraco hartlaubi
- Турако фіолетовочубий, Tauraco porphyreolophus
- Турако червоночубий, Musophaga rossae
- Галасник гологорлий, Corythaixoides personatus
- Галасник сірий, Corythaixoides concolor
- Галасник білочеревий, Corythaixoides leucogaster
- Галасник руандійський, Crinifer zonurus

## Зозулеподібні(Cuculiformes)
Родина: Зозулеві (Cuculidae)
- Коукал сенегальський, Centropus senegalensis
- Коукал ефіопський, Centropus monachus
- Коукал ангольський, Centropus cupreicaudus
- Коукал білобровий, Centropus superciliosus
- Коукал південно-східний, Centropus burchellii
- Коукал африканський, Centropus grillii
- Малкога жовтодзьоба, Ceuthmochares aereus
- Малкога зелена, Ceuthmochares australis
- Зозуля чубата, Clamator glandarius
- Зозуля африканська, Clamator levaillantii
- Зозуля строката, Clamator jacobinus
- Зозуля товстодзьоба, Pachycoccyx audeberti
- Дідрик білощокий, Chrysococcyx caprius
- Дідрик білочеревий, Chrysococcyx klaas
- Дідрик жовтогрудий, Chrysococcyx cupreus
- Зозуля-довгохвіст темна, Cercococcyx mechowi
- Зозуля-довгохвіст гірська, Cercococcyx montanus
- Зозуля чорна, Cuculus clamosus
- Зозуля червоновола, Cuculus solitarius
- Зозуля мала, Cuculus poliocephalus
- Зозуля саванова, Cuculus gularis
- Зозуля мадагаскарська, Cuculus rochii
- Зозуля звичайна, Cuculus canorus

## Дрімлюгоподібні(Caprimulgiformes)
Родина: Дрімлюгові (Caprimulgidae)
- Дрімлюга-прапорокрил ангольський, Caprimulgus vexillarius
- Дрімлюга-прапорокрил камерунський, Caprimulgus longipennis (A)
- Дрімлюга звичайний, Caprimulgus europaeus
- Дрімлюга танзанійський, Caprimulgus fraenatus
- Дрімлюга сомалійський, Caprimulgus donaldsoni
- Дрімлюга міомбовий, Caprimulgus pectoralis
- Дрімлюга гірський, Caprimulgus poliocephalus
- Дрімлюга болотяний, Caprimulgus natalensis
- Дрімлюга блідий, Caprimulgus inornatus
- Дрімлюга плямистий, Caprimulgus tristigma
- Дрімлюга ефіопський, Caprimulgus clarus
- Дрімлюга габонський, Caprimulgus fossii

## Серпокрильцеподібні(Apodiformes)
Родина: Серпокрильцеві (Apodidae)
- Голкохвіст плямистоволий, Telacanthura ussheri
- Голкохвіст ангольський, Neafrapus boehmi
- Серпокрилець зімбабвійський, Schoutedenapus myoptilus
- Серпокрилець білочеревий, Apus melba
- Серпокрилець еритрейський, Apus aequatorialis
- Серпокрилець чорний, Apus apus
- Серпокрилець бурий, Apus niansae
- Серпокрилець блідий, Apus pallidus (A)
- Серпокрилець капський, Apus barbatus
- Серпокрилець сокотрійський, Apus berliozi (A)
- Серпокрилець малий, Apus affinis
- Серпокрилець ефіопський, Apus horus
- Серпокрилець білогузий, Apus caffer
- Серпокрилець пальмовий, Cypsiurus parvus

## Журавлеподібні(Gruiformes)
Родина: Sarothruridae
- Погонич білоплямистий, Sarothrura pulchra
- Погонич жовтоплямистий, Sarothrura elegans
- Погонич рудоволий, Sarothrura rufa
- Погонич довгопалий, Sarothrura lugens
- Погонич африканський, Sarothrura boehmi
- Погонич смугастий, Sarothrura affinis

Родина: Пастушкові (Rallidae)
- Пастушок африканський, Rallus caerulescens
- Деркач лучний, Crex crex
- Деркач африканський, Crex egregia
- Погонич звичайний, Porzana porzana
- Курочка мала, Paragallinula angulata
- Курочка водяна, Gallinula chloropus
- Лиска африканська, Fulica cristata
- Султанка африканська, Porphyrio alleni
- Султанка зеленоспинна, Porphyrio madagascariensis
- Погонич буроголовий, Aenigmatolimnas marginalis
- Багновик африканський, Zapornia flavirostra
- Погонич-крихітка, Zapornia pusilla

Родина: Лапчастоногові (Heliornithidae)
- Лапчастоніг африканський, Podica senegalensis

Родина: Журавлеві (Gruidae)
- Журавель-вінценос південний, Balearica regulorum  EN
- Журавель білошиїй, Bugeranus carunculatus  VU

## Сивкоподібні(Charadriiformes)
Родина: Лежневі (Burhinidae)
- Лежень заїрський, Burhinus vermiculatus
- Лежень степовий, Burhinus oedicnemus
- Лежень плямистий, Burhinus capensis

Родина: Чоботарові (Recurvirostridae)
- Кулик-довгоніг чорнокрилий, Himantopus himantopus
- Чоботар синьоногий, Recurvirostra avosetta

Родина: Куликосорокові (Haematopodidae)
- Кулик-сорока євразійський, Haematopus ostralegus

Родина: Сивкові (Charadriidae)
- Сивка морська, Pluvialis squatarola
- Сивка бурокрила, Pluvialis fulva
- Чайка білоголова, Vanellus crassirostris
- Чайка строката, Vanellus armatus
- Чайка шпорова, Vanellus spinosus
- Чайка чорночуба, Vanellus tectus
- Чайка вусата, Vanellus albiceps
- Чайка мала, Vanellus lugubris
- Чайка чорнокрила, Vanellus melanopterus
- Чайка чорнолоба, Vanellus coronatus
- Чайка сенегальська, Vanellus senegallus
- Чайка рудогруда, Vanellus superciliosus
- Пісочник монгольський, Charadrius mongolus
- Пісочник товстодзьобий, Charadrius leschenaultii
- Пісочник каспійський, Charadrius asiaticus
- Пісочник-пастух, Charadrius pecuarius
- Пісочник великий, Charadrius hiaticula
- Пісочник малий, Charadrius dubius
- Пісочник білобровий, Charadrius tricollaris
- Пісочник буроголовий, Charadrius forbesi
- Пісочник білолобий, Charadrius marginatus
- Пісочник блідий, Charadrius pallidus  NT

Родина: Мальованцеві (Rostratulidae)
- Мальованець афро-азійський, Rostratula benghalensis

Родина: Яканові (Jacanidae)
- Якана мала, Microparra capensis
- Якана африканська, Actophilornis africanus

Родина: Баранцеві (Scolopacidae)
- Кульон середній, Numenius phaeopus
- Кульон великий, Numenius arquata  NT
- Грицик малий, Limosa lapponica  NT
- Грицик великий, Limosa limosa  NT
- Крем'яшник звичайний, Arenaria interpres
- Побережник ісландський, Calidris canutus  NT
- Брижач, Calidris pugnax
- Побережник болотяний, Calidris falcinellus
- Побережник червоногрудий, Calidris ferruginea  NT
- Побережник білохвостий, Calidris temminckii (A)
- Побережник білий, Calidris alba
- Побережник чорногрудий, Calidris alpina (A)
- Побережник малий, Calidris minuta
- Баранець малий, Lymnocryptes minimus
- Баранець великий, Gallinago media  NT
- Баранець звичайний, Gallinago gallinago
- Баранець африканський, Gallinago nigripennis
- Мородунка, Xenus cinereus
- Плавунець круглодзьобий, Phalaropus lobatus
- Набережник палеарктичний, Actitis hypoleucos
- Коловодник лісовий, Tringa ochropus
- Коловодник чорний, Tringa erythropus
- Коловодник великий, Tringa nebularia
- Коловодник ставковий, Tringa stagnatilis
- Коловодник болотяний, Tringa glareola
- Коловодник звичайний, Tringa totanus

Родина: Триперсткові (Turnicidae)
- Триперстка африканська, Turnix sylvaticus
- Триперстка чорногуза, Turnix nanus
- Триперстка-крихітка, Ortyxelos meiffrenii (A)

Родина: Крабоїдові (Dromadidae)
- Крабоїд, Dromas ardeola

Родина: Дерихвостові (Glareolidae)
- Бігунець малий, Cursorius temminckii
- Бігунець смугастоволий, Smutsornis africanus
- Бігунець плямистоволий, Rhinoptilus cinctus
- Бігунець червононогий, Rhinoptilus chalcopterus
- Дерихвіст лучний, Glareola pratincola
- Дерихвіст степовий, Glareola nordmanni (A)  NT
- Дерихвіст мадагаскарський, Glareola ocularis  VU
- Дерихвіст скельний, Glareola nuchalis

Родина: Поморникові (Stercorariidae)
- Поморник середній, Stercorarius pomarinus
- Поморник довгохвостий, Stercorarius longicaudus (A)

Родина: Мартинові (Laridae)
- Мартин тонкодзьобий, Chroicocephalus genei (A)
- Мартин сіроголовий, Chroicocephalus cirrocephalus
- Мартин звичайний, Chroicocephalus ridibundus
- Мартин аденський, Ichthyaetus hemprichii
- Мартин чорнокрилий, Larus fuscus
- Крячок бурий, Anous stolidus
- Крячок строкатий, Onychoprion fuscatus
- Крячок бурокрилий, Onychoprion anaethetus
- Крячок малий, Sternula albifrons (A)
- Крячок мекранський, Sternula saundersi
- Крячок чорнодзьобий, Gelochelidon nilotica
- Крячок каспійський, Hydroprogne caspia
- Крячок чорний, Chlidonias niger (A)
- Крячок білокрилий, Chlidonias leucopterus
- Крячок білощокий, Chlidonias hybrida
- Крячок рожевий, Sterna dougallii
- Крячок індонезійський, Sterna sumatrana (A)
- Крячок річковий, Sterna hirundo
- Крячок аравійський, Sterna repressa
- Крячок жовтодзьобий, Thalasseus bergii
- Крячок рябодзьобий, Thalasseus sandvicensis
- Крячок бенгальський, Thalasseus bengalensis
- Водоріз африканський, Rynchops flavirostris  NT

## Фаетоноподібні(Phaethontiformes)
Родина: Фаетонові (Phaethontidae)
- Фаетон білохвостий, Phaethon lepturus

## Буревісникоподібні(Procellariiformes)
Родина: Альбатросові (Diomedeidae)
- Альбатрос сірощокий, Thalassarche cauta (A)

Родина: Буревісникові (Procellariidae)
- Буревісник гігантський, Macronectes giganteus (A)
- Буревісник реюньйонський, Puffinus bailloni
- Буревісник каріамуріанський, Puffinus persicus

## Лелекоподібні(Ciconiiformes)
Родина: Лелекові (Ciconiidae)
- Лелека-молюскоїд африканський, Anastomus lamelligerus
- Лелека чорний, Ciconia nigra
- Лелека африканський, Ciconia abdimii
- Лелека тропічний, Ciconia microscelis
- Лелека білий, Ciconia ciconia
- Ябіру сенегальський, Ephippiorhynchus senegalensis
- Марабу африканський, Leptoptilos crumenifer
- Лелека-тантал африканський, Mycteria ibis

## Сулоподібні(Suliformes)
Родина: Фрегатові (Fregatidae)
- Фрегат-арієль, Fregata ariel
- Фрегат тихоокеанський, Fregata minor

Родина: Сулові (Sulidae)
- Сула жовтодзьоба, Sula dactylatra
- Сула білочерева, Sula leucogaster
- Сула червононога, Sula sula
- Сула африканська, Morus capensis  EN

Родина: Змієшийкові (Anhingidae)
- Змієшийка африканська, Anhinga rufa

Родина: Бакланові (Phalacrocoracidae)
- Баклан африканський, Microcarbo africanus
- Баклан великий, Phalacrocorax carbo

## Пеліканоподібні(Pelecaniformes)
Родина: Пеліканові (Pelecanidae)
- Пелікан рожевий, Pelecanus onocrotalus
- Пелікан африканський, Pelecanus rufescens

Родина: Китоголовові (Balaenicipididae)
- Китоголов, Balaeniceps rex  VU

Родина: Молотоголовові (Scopidae)
- Молотоголов, Scopus umbretta

Родина: Чаплеві (Ardeidae)
- Бугай водяний, Botaurus stellaris
- Бугайчик звичайний, Ixobrychus minutus
- Бугайчик африканський, Ixobrychus sturmii
- Чапля сіра, Ardea cinerea
- Чапля чорноголова, Ardea melanocephala
- Чапля мадагаскарська, Ardea humbloti (A)
- Чапля-велетень, Ardea goliath
- Чапля руда, Ardea purpurea
- Чепура велика, Ardea alba
- Чепура середня, Ardea intermedia
- Чепура мала, Egretta garzetta
- Чепура чорна, Egretta ardesiaca
- Чапля рифова, Egretta gularis
- Чапля єгипетська, Bubulcus ibis
- Чапля жовта, Ardeola ralloides
- Чапля синьодзьоба, Ardeola idae  EN
- Чапля рудочерева, Ardeola rufiventris
- Чапля мангрова, Butorides striata
- Квак звичайний, Nycticorax nycticorax
- Квак білобокий, Gorsachius leuconotus

Родина: Ібісові (Threskiornithidae)
- Коровайка бура, Plegadis falcinellus
- Ібіс священний, Threskiornis aethiopicus
- Ібіс зелений, Bostrychia olivacea
- Гагедаш, Bostrychia hagedash
- Косар африканський, Platalea alba

## Яструбоподібні(Accipitriformes)
Родина: Секретарові (Sagittariidae)
- Птах-секретар, Sagittarius serpentarius  VU

Родина: Скопові (Pandionidae)
- Скопа, Pandion haliaetus

Родина: Яструбові (Accipitridae)
- Шуліка чорноплечий, Elanus caeruleus
- Polyboroides typus
- Гриф пальмовий, Gypohierax angolensis
- Ягнятник, Gypaetus barbatus  NT
- Стерв'ятник, Neophron percnopterus  EN
- Осоїд євразійський, Pernis apivorus
- Осоїд чубатий, Pernis ptilorhynchus (A)
- Шуляк африканський, Aviceda cuculoides
- Гриф білоголовий, Trigonoceps occipitalis  CR
- Гриф африканський, Torgos tracheliotos  EN
- Стерв'ятник бурий, Necrosyrtes monachus  CR
- Gyps africanus  CR
- Сип плямистий, Gyps rueppelli  CR
- Terathopius ecaudatus  NT
- Змієїд блакитноногий, Circaetus gallicus (A)
- Circaetus pectoralis
- Circaetus cinereus
- Circaetus fasciolatus  NT
- Circaetus cinerascens
- Шуліка-широкорот, Macheiramphus alcinus
- Орел вінценосний, Stephanoaetus coronatus  NT
- Орел-боєць, Polemaetus bellicosus  VU
- Орел довгочубий, Lophaetus occipitalis
- Підорлик малий, Clanga pomarina
- Підорлик великий, Clanga clanga (A)  VU
- Орел білоголовий, Hieraaetus wahlbergi
- Орел-карлик, Hieraaetus pennatus
- Hieraaetus ayresii
- Орел рудий, Aquila rapax  VU
- Орел степовий, Aquila nipalensis  EN
- Могильник східний, Aquila heliaca  VU
- Aquila africana (A)
- Орел кафрський, Aquila verreauxii
- Aquila spilogaster
- Яструб-ящірколов, Kaupifalco monogrammicus
- Яструб-крикун темний, Melierax metabates
- Яструб-крикун сірий, Melierax poliopterus
- Габар, Micronisus gabar
- Канюк африканський, Butastur rufipennis
- Лунь очеретяний, Circus aeruginosus
- Circus ranivorus
- Лунь степовий, Circus macrourus  NT
- Лунь лучний, Circus pygargus
- Яструб ангольський, Accipiter tachiro
- Яструб туркестанський, Accipiter badius
- Яструб коротконогий, Accipiter brevipes (A)
- Яструб савановий, Accipiter minullus
- Яструб намібійський, Accipiter ovampensis
- Яструб малий, Accipiter nisus
- Яструб кенійський, Accipiter rufiventris
- Яструб чорний, Accipiter melanoleucus
- Шуліка чорний, Milvus migrans
- Орлан-крикун, Haliaeetus vocifer
- Канюк звичайний, Buteo buteo
- Buteo oreophilus  NT
- Канюк степовий, Buteo rufinus
- Buteo augur

## Совоподібні(Strigiformes)
Родина: Сипухові (Tytonidae)
- Сипуха африканська, Tyto capensis
- Сипуха крапчаста, Tyto alba
- Лехуза заїрська, Phodilus prigoginei  EN

Родина: Совові (Strigidae)
- Сплюшка кенійська, Otus ireneae  EN
- Сплюшка євразійська, Otus scops
- Сплюшка вогниста, Otus pembaensis (E)  VU
- Сплюшка африканська, Otus senegalensis
- Сплюшка південна, Ptilopsis granti
- Пугач капський, Bubo capensis
- Пугач африканський, Bubo africanus
- Пугач узамбарський, Bubo vosseleri (E)
- Пугач блідий, Bubo lacteus
- Сова-рибоїд смугаста, Scotopelia peli
- Сичик-горобець савановий, Glaucidium perlatum
- Glaucidium capense
- Сова-лісовик африканська, Strix woodfordii
- Сова болотяна, Asio flammeus (A)
- Сова африканська, Asio capensis

## Чепігоподібні(Coliiformes)
Родина: Чепігові (Coliidae)
- Чепіга бурокрила, Colius striatus
- Чепіга білоголова, Colius leucocephalus
- Паяро синьошиїй, Urocolius macrourus
- Паяро вохристоволий, Urocolius indicus

## Трогоноподібні(Trogoniformes)
Родина: Трогонові (Trogonidae)
- Трогон зелений, Apaloderma narina
- Трогон смугастохвостий, Apaloderma vittatum

## Bucerotiformes
Родина: Одудові (Upupidae)
- Одуд африканський, Upupa africana

Родина: Слотнякові (Phoeniculidae)
- Слотняк пурпуровий, Phoeniculus purpureus
- Слотняк білоголовий, Phoeniculus bollei
- Ірисор великий, Rhinopomastus cyanomelas
- Ірисор малий, Rhinopomastus minor

Родина: Кромкачні (Bucorvidae)
- Кромкач кафрський, Bucorvus leadbeateri  VU

Родина: Птахи-носороги (Bucerotidae)
- Токо бурий, Lophoceros alboterminatus
- Токо плямистодзьобий, Lophoceros nasutus
- Токо світлодзьобий, Lophoceros pallidirostris
- Токо жовтодзьобий, Tockus flavirostris
- Токо чорнокрилий, Tockus deckeni
- Токо танзанійський, Tockus ruahae (E)
- Токо червонодзьобий, Tockus erythrorhynchus
- Калао сріблястощокий, Bycanistes brevis
- Калао сірощокий, Bycanistes subcylindricus
- Калао-трубач, Bycanistes bucinator

## Сиворакшоподібні(Coraciiformes)
Родина: Рибалочкові (Alcedinidae)
- Рибалочка кобальтовий, Alcedo semitorquata
- Рибалочка бірюзовий, Alcedo quadribrachys (A)
- Рибалочка діадемовий, Corythornis cristatus
- Рибалочка-крихітка синьоголовий, Ispidina picta
- Альціон сіроголовий, Halcyon leucocephala
- Альціон сенегальський, Halcyon senegalensis
- Альціон мангровий, Halcyon senegaloides
- Альціон блакитний, Halcyon malimbica
- Альціон буроголовий, Halcyon albiventris
- Альціон малий, Halcyon chelicuti
- Рибалочка-чубань африканський, Megaceryle maximus
- Рибалочка строкатий, Ceryle rudis

Родина: Бджолоїдкові (Meropidae)
- Бджолоїдка червоногорла, Merops bulocki (A)
- Бджолоїдка білолоба, Merops bullockoides
- Бджолоїдка карликова, Merops pusillus
- Бджолоїдка синьовола, Merops variegatus
- Бджолоїдка суданська, Merops oreobates
- Бджолоїдка вилохвоста, Merops hirundineus
- Бджолоїдка білогорла, Merops albicollis
- Бджолоїдка рудоголова, Merops boehmi
- Бджолоїдка зелена, Merops persicus
- Бджолоїдка оливкова, Merops superciliosus
- Бджолоїдка звичайна, Merops apiaster
- Бджолоїдка малинова, Merops nubicus
- Merops nubicoides

Родина: Сиворакшові (Coraciidae)
- Сиворакша євразійська, Coracias garrulus
- Сиворакша рожевовола, Coracias caudatus
- Сиворакша мозамбіцька, Coracias spatulatus
- Сиворакша білоброва, Coracias naevius
- Широкорот африканський, Eurystomus glaucurus

## Дятлоподібні(Piciformes)
Родина: Лібійні (Lybiidae)
- Барбудо чубатий, Trachyphonus vaillantii
- Барбудо вогнистоголовий, Trachyphonus erythrocephalus
- Барбудо плямистоголовий, Trachyphonus darnaudii
- Барбікан сіроголовий, Gymnobucco bonapartei
- Барбікан білогузий, Stactolaema leucotis
- Барбікан білокрилий, Stactolaema whytii
- Барбікан оливковий, Stactolaema olivacea
- Барбіон гірський, Pogoniulus leucomystax
- Барбіон оливковий, Pogoniulus simplex
- Барбіон золотогузий, Pogoniulus bilineatus
- Барбіон червонолобий, Pogoniulus pusillus
- Барбіон жовтолобий, Pogoniulus chrysoconus
- Барбіон червоноголовий, Buccanodon duchaillui
- Лібія-зубодзьоб велика, Tricholaema hirsuta
- Лібія-зубодзьоб білогорла, Tricholaema diademata
- Лібія-зубодзьоб плямистовола, Tricholaema frontata
- Лібія-зубодзьоб жовтоока, Tricholaema lachrymosa
- Лібія-зубодзьоб мала, Tricholaema melanocephala
- Лібія білолоба, Lybius leucocephalus
- Лібія руандійська, Lybius rubrifacies  NT
- Лібія чорнодзьоба, Lybius guifsobalito
- Лібія чорношия, Lybius torquatus
- Лібія чорнокрила, Lybius melanopterus
- Лібія рожевочерева, Lybius minor
- Лібія червона, Lybius bidentatus

Родина: Воскоїдові (Indicatoridae)
- Ковтач сіроголовий, Prodotiscus zambesiae
- Ковтач світлочеревий, Prodotiscus regulus
- Воскоїд блідий, Indicator meliphilus
- Воскоїд крихітний, Indicator exilis
- Воскоїд малий, Indicator minor
- Воскоїд строкатий, Indicator variegatus
- Воскоїд великий, Indicator indicator

Родина: Дятлові (Picidae)
- Крутиголовка звичайна, Jynx torquilla (A)
- Крутиголовка африканська, Jynx ruficollis
- Дятел сірощокий, Dendropicos fuscescens
- Дятел бородатий, Chloropicus namaquus
- Дятел строкатогрудий, Chloropicus xantholophus
- Дятел танзанійський, Dendropicos stierlingi  NT
- Дятел бурокрилий, Dendropicos obsoletus
- Дятел сірошиїй, Dendropicos goertae
- Дятел ефіопський, Dendropicos spodocephalus
- Дятел оливковий, Dendropicos griseocephalus
- Дятлик бурощокий, Pardipicus caroli
- Дятлик термітовий, Pardipicus nivosus
- Campethera taeniolaema
- Дятлик зеленокрилий, Campethera cailliautii
- Дятлик нубійський, Campethera nubica
- Дятлик акацієвий, Campethera bennettii
- Дятлик плямистий, Campethera scriptoricauda
- Дятлик золотохвостий, Campethera abingoni
- Дятлик момбаський, Campethera mombassica

## Соколоподібні(Falconiformes)
Родина: Соколові (Falconidae)
- Сокіл-крихітка африканський, Polihierax semitorquatus
- Боривітер степовий, Falco naumanni
- Боривітер звичайний, Falco tinnunculus
- Боривітер савановий, Falco rupicolus
- Боривітер великий Falco rupicoloides
- Боривітер рудий, Falco alopex
- Боривітер сірий, Falco ardosiaceus
- Боривітер білоголовий, Falco dickinsoni
- Турумті, Falco chicquera
- Кібчик червононогий, Falco vespertinus  NT
- Кібчик амурський, Falco amurensis
- Підсоколик Елеонори, Falco eleonorae
- Підсоколик сірий, Falco concolor  VU
- Підсоколик великий, Falco subbuteo
- Підсоколик африканський, Falco cuvierii
- Ланер, Falco biarmicus
- Балабан, Falco cherrug  EN
- Сапсан, Falco peregrinus
- Сокіл-малюк, Falco fasciinucha  VU

## Папугоподібні(Psittaciformes)
Родина: Psittaculidae
- Нерозлучник гвінейський, Agapornis pullarius
- Нерозлучник Фішера, Agapornis fischeri  NT
- Нерозлучник масковий, Agapornis personatus (E)
- Нерозлучник червоноголовий, Agapornis lilianae  NT

Родина: Папугові (Psittacidae)
- Жако, Psittacus erithacus
- Poicephalus fuscicollis
- Папуга-довгокрил червонолобий, Poicephalus gulielmi
- Папуга-довгокрил жовтоплечий, Poicephalus meyeri
- Папуга-довгокрил буроголовий, Poicephalus cryptoxanthus
- Папуга-довгокрил червоногрудий, Poicephalus rufiventris

## Горобцеподібні(Passeriformes)
Родина: Смарагдорогодзьобові (Calyptomenidae)
- Широкодзьоб чорноголовий, Smithornis capensis

Родина: Пітові (Pittidae)
- Піта ангольська, Pitta angolensis

Родина: Личинкоїдові (Campephagidae)
- Шикачик сірий, Ceblepyris caesius
- Шикачик білочеревий, Ceblepyris pectoralis
- Личинкоїд південний, Campephaga flava
- Личинкоїд пурпуровий, Campephaga quiscalina

Родина: Вивільгові (Oriolidae)
- Вивільга звичайна, Oriolus oriolus
- Вивільга золота, Oriolus auratus
- Вивільга зеленоголова, Oriolus chlorocephalus
- Вивільга світлокрила, Oriolus brachyrynchus (A)
- Вивільга південна, Oriolus larvatus
- Вивільга гірська, Oriolus percivali

Родина: Прирітникові (Platysteiridae)
- Прирітник рубіновобровий, Platysteira cyanea
- Прирітник чорногорлий, Platysteira peltata
- Прирітка білошия, Platysteira castanea
- Прирітка конголезька, Platysteira jamesoni
- Прирітка жовточерева, Platysteira concreta
- Приріт короткохвостий, Batis mixta
- Приріт ірингійський, Batis crypta
- Приріт рудокрилий, Batis capensis
- Приріт білобокий, Batis molitor
- Приріт кенійський, Batis soror
- Приріт західний, Batis erlangeri
- Приріт східний, Batis minor
- Приріт карликовий, Batis perkeo

Родина: Вангові (Vangidae)
- Багадаїс білочубий, Prionops plumatus
- Багадаїс сірочубий, Prionops poliolophus  NT
- Багадаїс червоновійчастий, Prionops retzii
- Багадаїс рудолобий, Prionops scopifrons
- Приріт великий, Megabyas flammulatus
- Приріт чубатий, Bias musicus

Родина: Гладіаторові (Malaconotidae)
- Брубру, Nilaus afer
- Кубла північна, Dryoscopus gambensis
- Кубла мала, Dryoscopus pringlii
- Кубла строката, Dryoscopus cubla
- Кубла сіра, Dryoscopus angolensis
- Чагра чорноголова, Tchagra minuta
- Чагра велика, Tchagra senegalus
- Чагра буроголова, Tchagra australis
- Чагра мала, Tchagra jamesi
- Гонолек масковий, Laniarius luehderi
- Гонолек тропічний, Laniarius major
- Гонолек кенійський, Laniarius sublacteus
- Гонолек жовтоокий, Laniarius erythrogaster
- Гонолек жовтоголовий, Laniarius mufumbiri  NT
- Гонолек ефіопський, Laniarius funebris
- Гонолек східний, Laniarius fuelleborni
- Чагра червоногорла, Rhodophoneus cruentus
- Вюргер золотистий, Telophorus sulfureopectus
- Вюргер чорнолобий, Telophorus nigrifrons
- Вюргер зелений, Telophorus viridis
- Вюргер червонолобий, Telophorus dohertyi
- Гладіатор сіроголовий, Malaconotus blanchoti
- Гладіатор чорноголовий, Malaconotus alius (E)  EN

Родина: Дронгові (Dicruridae)
- Дронго прямохвостий, Dicrurus ludwigii
- Дронго вилохвостий, Dicrurus adsimilis

Родина: Монархові (Monarchidae)
- Монарх західний, Trochocercus nitens (A)
- Монарх східний, Trochocercus cyanomelas
- Монарх-довгохвіст іржастий, Terpsiphone rufiventer
- Монарх-довгохвіст африканський, Terpsiphone viridis

Родина: Сорокопудові (Laniidae)
- Сорокопуд терновий, Lanius collurio
- Lanius phoenicuroides
- Сорокопуд рудохвостий, Lanius isabellinus
- Сорокопуд сибірський, Lanius cristatus (A)
- Сорокопуд чорнолобий, Lanius minor
- Сорокопуд чорноплечий, Lanius excubitoroides
- Сорокопуд савановий, Lanius cabanisi
- Сорокопуд ефіопський, Lanius dorsalis
- Сорокопуд білокрилий, Lanius mackinnoni
- Lanius humeralis
- Сорокопуд чорноголовий, Lanius collaris
- Сорокопуд міомбовий, Lanius souzae
- Сорокопуд білолобий, Lanius nubicus (A)
- Сорокопуд червоноголовий, Lanius senator
- Сорокопуд строкатий, Lanius melanoleucus
- Сорокопуд-білоголов східний, Eurocephalus ruppelli

Родина: Воронові (Corvidae)
- Ворона індійська, Corvus splendens (I)
- Ворона капська, Corvus capensis
- Крук строкатий, Corvus albus
- Крук великодзьобий, Corvus albicollis

Родина: Hyliotidae
- Оксамитник жовточеревий, Hyliota flavigaster
- Оксамитник узамбарський, Hyliota usambara (E)  EN

Родина: Stenostiridae
- Ельмінія блакитна, Elminia longicauda
- Ельмінія сиза, Elminia albicauda
- Ельмінія чорноголова, Elminia nigromitrata
- Ельмінія гірська, Elminia albonotata

Родина: Синицеві (Paridae)
- Синиця африканська, Melaniparus leucomelas
- Синиця рудочерева, Melaniparus rufiventris
- Синиця білочерева, Melaniparus albiventris
- Синиця південна, Melaniparus niger
- Синиця замбійська, Melaniparus griseiventris
- Синиця саванова, Melaniparus thruppi
- Синиця рудошия, Melaniparus fringillinus

Родина: Ремезові (Remizidae)
- Ремез блідий, Anthoscopus musculus
- Ремез сірий, Anthoscopus caroli

Родина: Жайворонкові (Alaudidae)
- Жайворонок танзанійський, Chersomanes beesleyi (E)
- Фірлюк дроздовий, Pinarocorys nigricans
- Жервінчик білощокий, Eremopterix leucotis
- Жервінчик рудоголовий, Eremopterix leucopareia
- Алондра рудощока, Calendulauda poecilosterna
- Алондра східна, Calendulauda alopex
- Фірлюк великий, Mirafra hypermetra
- Фірлюк африканський, Mirafra africana
- Фірлюк ангольський, Mirafra angolensis
- Фірлюк коричневий, Mirafra rufocinnamomea
- Фірлюк східний, Mirafra pulpa
- Фірлюк білохвостий, Mirafra albicauda
- Фірлюк чагарниковий, Mirafra cantillans
- Calandrella cinerea
- Жайворонок малий, Calandrella brachydactyla (A)
- Жайворонок масайський, Alaudala athensis
- Жайворонок короткохвостий, Spizocorys fremantlii

Родина: Nicatoridae
- Нікатор західний, Nicator chloris
- Нікатор східний, Nicator gularis

Родина: Macrosphenidae
- Кромбек західний, Sylvietta virens
- Кромбек білобровий, Sylvietta leucophrys
- Кромбек північний, Sylvietta brachyura
- Кромбек рудоголовий, Sylvietta ruficapilla
- Кромбек рудий, Sylvietta whytii
- Кромбек сомалійський, Sylvietta isabellina (A)
- Кромбек довгодзьобий, Sylvietta rufescens
- Очеретянка вусата, Melocichla mentalis
- Куцохвостик жовтий, Macrosphenus flavicans
- Куцохвостик оливковий, Macrosphenus concolor (A)
- Куцохвостик танзанійський, Macrosphenus kretschmeri
- Покривець, Hylia prasina

Родина: Тамікові (Cisticolidae)
- Жовтобрюшка сомалійська, Eremomela flavicrissalis (A)
- Жовтобрюшка світлоброва, Eremomela icteropygialis
- Жовтобрюшка південна, Eremomela scotops
- Жовтобрюшка чорносмуга, Eremomela atricollis
- Принія білогорла, Schistolais leucopogon
- Нікорник чорносмугий, Oreolais pulcher (A)
- Кравчик африканський, Artisornis metopias
- Кравчик довгодзьобий, Artisornis moreaui
- Зебринка міомбова, Calamonastes undosus
- Зебринка акацієва, Calamonastes stierlingi
- Зебринка сіра, Calamonastes simplex
- Цвіркач сіробокий, Camaroptera brevicaudata
- Цвіркач зелений, Camaroptera brachyura
- Цвіркач оливковий, Camaroptera chloronota
- Акаційовик, Phyllolais pulchella
- Нікорник смуговолий, Apalis thoracica
- Нікорник таїтянський, Apalis fuscigularis (H)
- Нікорник біловусий, Apalis jacksoni
- Нікорник білокрилий, Apalis chariessa  NT
- Нікорник вусатий, Apalis binotata
- Нікорник жовтоволий, Apalis flavida
- Нікорник білочеревий, Apalis rufogularis
- Нікорник сріблистий, Apalis argentea
- Нікорник рудогорлий, Apalis porphyrolaema
- Нікорник гірський, Apalis chapini
- Нікорник чорноголовий, Apalis melanocephala
- Нікорник сірий, Apalis cinerea
- Нікорник буроголовий, Apalis alticola
- Нікорник угандійський, Apalis karamojae  VU
- Принія африканська, Prinia subflava
- Принія бліда, Prinia somalica
- Принія рудокрила, Prinia erythroptera
- Принія пустельна, Prinia rufifrons
- Жалівник рудоголовий, Scepomycter winifredae (E)  NT
- Жалівник міомбовий, Scepomycter rubehoensis (E)
- Жалівник рудий, Bathmocercus rufus
- Вільговець рудогорлий, Eminia lepida
- Таміка рудощока, Cisticola erythrops
- Таміка співоча, Cisticola cantans
- Таміка голосиста, Cisticola woosnami
- Таміка каштановоголова, Cisticola chubbi
- Cisticola anderseni (E)
- Cisticola bakerorum (E)
- Таміка гірська, Cisticola hunteri
- Таміка танзанійська, Cisticola nigriloris
- Таміка бура, Cisticola aberrans
- Таміка іржастоголова, Cisticola chiniana
- Таміка попеляста, Cisticola cinereolus
- Таміка строкатоголова, Cisticola lais
- Таміка білогорла, Cisticola njombe
- Таміка західна, Cisticola marginatus
- Таміка узбережна, Cisticola haematocephalus
- Таміка криклива, Cisticola pipiens
- Таміка заїрська, Cisticola carruthersi
- Таміка лучна, Cisticola tinniens
- Таміка-товстун, Cisticola robustus
- Таміка строката, Cisticola natalensis
- Таміка писклива, Cisticola fulvicapilla
- Таміка довгохвоста, Cisticola angusticaudus
- Таміка саванова, Cisticola brachypterus
- Таміка ефіопська, Cisticola nana
- Таміка віялохвоста, Cisticola juncidis
- Таміка пустельна, Cisticola aridulus
- Таміка рудошия, Cisticola eximius
- Таміка світлоголова, Cisticola brunnescens
- Таміка болотяна, Cisticola cinnamomeus
- Таміка карликова, Cisticola ayresii

Родина: Очеретянкові (Acrocephalidae)
- Жовтовик тонкодзьобий, Calamonastides gracilirostris
- Берестянка бліда, Iduna pallida
- Жовтовик темноголовий, Iduna natalensis
- Жовтовик гірський, Iduna similis
- Берестянка пустельна, Hippolais languida
- Берестянка оливкова, Hippolais olivetorum
- Берестянка звичайна, Hippolais icterina
- Очеретянка лучна, Acrocephalus schoenobaenus
- Очеретянка чагарникова, Acrocephalus palustris
- Очеретянка ставкова, Acrocephalus scirpaceus
- Очеретянка африканська, Acrocephalus baeticatus
- Очеретянка ірацька, Acrocephalus griseldis  EN
- Очеретянка світлоброва, Acrocephalus gracilirostris
- Очеретянка бура, Acrocephalus rufescens
- Очеретянка велика, Acrocephalus arundinaceus

Родина: Кобилочкові (Locustellidae)
- Широкохвіст африканський, Catriscus brevirostris
- Куцокрил східний, Bradypterus lopezi
- Куцокрил брунатний, Bradypterus cinnamomeus
- Куцокрил болотяний, Bradypterus baboecala
- Куцокрил угандійський, Bradypterus carpalis
- Куцокрил бамбуковий, Locustella alfredi
- Кобилочка річкова, Locustella fluviatilis

Родина: Ластівкові (Hirundinidae)
- Ластівка мала, Riparia paludicola
- Ластівка берегова, Riparia riparia
- Ластівка білоброва, Neophedina cincta
- Мурівка світла, Phedina borbonica
- Ластівка афро-азійська, Ptyonoprogne fuligula
- Ластівка сільська, Hirundo rustica
- Ластівка ефіопська, Hirundo aethiopica
- Ластівка ангольська, Hirundo angolensis
- Ластівка білогорла, Hirundo albigularis
- Ластівка ниткохвоста, Hirundo smithii
- Ластівка перлистовола, Hirundo dimidiata
- Ластівка довгохвоста, Hirundo atrocaerulea  VU
- Ластівка капська, Cecropis cucullata
- Ластівка даурська, Cecropis daurica
- Ластівка абісинська, Cecropis abyssinica
- Ластівка рудочерева, Cecropis semirufa
- Ластівка сенегальська, Cecropis senegalensis
- Ластівка міська, Delichon urbicum
- Жалібничка білоголова, Psalidoprocne albiceps
- Жалібничка білоплеча, Psalidoprocne pristoptera
- Ластівка сірогуза, Pseudhirundo griseopyga

Родина: Бюльбюлеві (Pycnonotidae)
- Бюльбюль білоокий, Andropadus importunus
- Бюльбюль тонкодзьобий, Stelgidillas gracilirostris
- Бюльбюль лісовий, Arizelocichla masukuensis
- Бюльбюль жовтий, Arizelocichla kakamegae
- Бюльбюль темнолобий, Arizelocichla nigriceps
- Бюльбюль улугуруйський, Arizelocichla neumanni (E)
- Бюльбюль танзанійський, Arizelocichla chlorigula (E)
- Бюльбюль чорнобровий, Arizelocichla fusciceps
- Бюльбюль масковий, Arizelocichla striifacies
- Бюльбюль малавійський, Arizelocichla olivaceiceps
- Жовточеревець натальський, Chlorocichla flaviventris
- Жовточеревець суданський, Chlorocichla laetissima (A)
- Бюльбюль-білохвіст нігерійський, Baeopogon indicator (A)
- Жовточеревець сенегальський, Atimastillas flavicollis
- Бюльбюль плямистий, Ixonotus guttatus
- Бюльбюль-бородань рудохвостий, Criniger calurus
- Бюльбюль карликовий, Eurillas gracilis (A)
- Бюльбюль криводзьобий, Eurillas curvirostris
- Бюльбюль вусатий, Eurillas latirostris
- Бюльбюль малий, Eurillas virens
- Торо сивоголовий, Phyllastrephus scandens
- Торо південний, Phyllastrephus terrestris
- Торо суданський, Phyllastrephus strepitans
- Торо світлочеревий, Phyllastrephus cerviniventris
- Торо бурий, Phyllastrephus hypochloris
- Торо рудохвостий, Phyllastrephus fischeri
- Торо вохристий, Phyllastrephus cabanisi
- Торо малий, Phyllastrephus icterinus
- Торо великий, Phyllastrephus xavieri
- Торо східний, Phyllastrephus flavostriatus
- Торо-крихітка, Phyllastrephus debilis
- Торо гірський, Phyllastrephus albigula (E)  NT
- Бюльбюль темноголовий, Pycnonotus barbatus

Родина: Вівчарикові (Phylloscopidae)
- Вівчарик жовтобровий, Phylloscopus sibilatrix
- Вівчарик весняний, Phylloscopus trochilus
- Вівчарик-ковалик, Phylloscopus collybita
- Вівчарик брунатний, Phylloscopus umbrovirens
- Вівчарик жовтогорлий, Phylloscopus ruficapilla
- Вівчарик жовтогузий, Phylloscopus laurae

Родина: Erythrocercidae
- Монарх цитриновий, Erythrocercus holochlorus
- Монарх сивоголовий, Erythrocercus livingstonei

Родина: Кропив'янкові (Sylviidae)
- Тимелія абісинська, Sylvia abyssinica
- Кропив'янка чорноголова, Sylvia atricapilla
- Кропив'янка садова, Sylvia borin
- Кропив'янка рябогруда, Curruca nisoria
- Кропив'янка чорносмуга, Curruca boehmi
- Кропив'янка бура, Curruca lugens
- Кропив'янка сіра, Curruca communis

Родина: Окулярникові (Zosteropidae)
- Окулярник вулканський, Zosterops mbuluensis
- Окулярник смарагдовий, Zosterops stuhlmanni
- Окулярник савановий, Zosterops flavilateralis
- Окулярник танзанійський, Zosterops winifredae (E)  VU
- Окулярник кіліманджарський, Zosterops eurycricotus (E)
- Окулярник сенегальський, Zosterops senegalensis
- Окулярник лимонний, Zosterops anderssoni
- Окулярник пембейський, Zosterops vaughani (E)

Родина: Pellorneidae
- Тимелія вохриста, Illadopsis fulvescens
- Тимелія сірощока, Illadopsis rufipennis
- Тимелія гірська, Illadopsis pyrrhoptera
- Тимелія сіроголова, Illadopsis albipectus
- Illadopsis distans (E)

Родина: Leiothrichidae
- Кратеропа брунатна, Argya aylmeri
- Кратеропа руда, Argya rubiginosa
- Кратеропа маскова, Turdoides sharpei
- Кратеропа ангольська, Turdoides hartlaubii
- Кратеропа сомалійська, Turdoides squamulata
- Кратеропа рябогруда, Turdoides hypoleuca
- Кратеропа саванова, Turdoides plebejus (A)
- Кратеропа бура, Turdoides jardineii

Родина: Підкоришникові (Certhiidae)
- Гримперія африканська, Salpornis salvadori

Родина: Ґедзеїдові (Buphagidae)
- Ґедзеїд червонодзьобий, Buphagus erythrorynchus
- Ґедзеїд жовтодзьобий, Buphagus africanus

Родина: Шпакові (Sturnidae)
- Шпак жовтоголовий, Creatophora cinerea
- Шпак рожевий, Pastor roseus (A)
- Шпак-куцохвіст аметистовий, Cinnyricinclus leucogaster
- Моріо тонкодзьобий, Onychognathus tenuirostris
- Моріо рудокрилий, Onychognathus morio
- Моріо іржастокрилий, Onychognathus fulgidus
- Моріо малий, Onychognathus walleri
- Мерл білокрилий, Neocichla gutturalis
- Шпак ефіопський, Speculipastor bicolor
- Шпак-куцохвіст рудочеревий, Poeoptera sharpii
- Шпак-куцохвіст кенійський, Poeoptera femoralis  VU
- Шпак-гострохвіст угандійський, Poeoptera stuhlmanni
- Шпак-гострохвіст кенійський, Poeoptera kenricki
- Мерл чорночеревий, Notopholia corusca
- Мерл кенійський, Lamprotornis hildebrandti
- Мерл сомалійський, Lamprotornis shelleyi (A)
- Мерл бронзовоголовий, Lamprotornis purpuroptera
- Мерл попелястий, Lamprotornis unicolor
- Мерл темнощокий, Lamprotornis splendidus
- Мерл золотогрудий, Lamprotornis regius
- Мерл багатобарвний, Lamprotornis superbus
- Мерл сірий, Lamprotornis fischeri
- Мерл міомбовий, Lamprotornis elisabeth
- Мерл гострохвостий, Lamprotornis acuticaudus
- Мерл зелений, Lamprotornis chalybaeus

Родина: Дроздові (Turdidae)
- Вагал рудохвостий, Neocossyphus rufus
- Квічаль плямистий, Geokichla guttata  VU
- Квічаль абісинський, Geokichla piaggiae
- Квічаль помаранчевий, Geokichla gurneyi
- Дрізд-землекоп, Turdus litsitsirupa
- Дрізд абісинський, Turdus abyssinicus
- Дрізд узамбарський, Turdus roehli (E)  NT
- Дрізд танзанійський, Turdus tephronotus
- Дрізд червонодзьобий, Turdus libonyana
- Дрізд африканський, Turdus pelios

Родина: Мухоловкові (Muscicapidae)
- Мухоловка темна, Muscicapa adusta
- Мухоловка сіра, Muscicapa striata
- Мухоловка попеляста, Muscicapa caerulescens
- Мухоловка болотяна, Muscicapa aquatica
- Мухоловка краплистовола, Muscicapa boehmi
- Мухоловка каштанова, Muscicapa infuscata (A)
- Мухарка попеляста, Melaenornis microrhynchus
- Мухарка бліда, Melaenornis pallidus
- Мухоловка сіроголова, Myioparus griseigularis
- Мухоловка сива, Myioparus plumbeus
- Мухарка сріблиста, Empidornis semipartitus
- Мухарка чорна, Melaenornis edolioides
- Мухарка південна, Melaenornis pammelaina
- Мухарка сіровола, Melaenornis fischeri
- Альзакола білогорла, Cercotrichas quadrivirgata
- Альзакола міомбова, Cercotrichas barbata
- Соловейко рудохвостий, Cercotrichas galactotes
- Альзакола саванова, Cercotrichas hartlaubi
- Альзакола білоброва, Cercotrichas leucophrys
- Золотокіс буробокий, Cossypha anomala
- Золотокіс садовий, Cossypha caffra
- Золотокіс синьоплечий, Cossypha cyanocampter
- Акалат білобровий, Cossypha polioptera
- Золотокіс рудочеревий, Cossypha semirufa
- Золотокіс білобровий, Cossypha heuglini
- Золотокіс рудоголовий, Cossypha natalensis
- Золотокіс сіроголовий, Cossypha niveicapilla
- Тирч вохристоволий, Cichladusa arquata
- Тирч плямистоволий, Cichladusa guttata
- Колоратка чорногорла, Pogonocichla stellata
- Колоратка родезійська, Swynnertonia swynnertoni
- Червеняк білобровий, Chamaetylas poliocephala
- Червеняк білогрудий, Chamaetylas fuelleborni
- Sheppardia poensis
- Акалат рудий, Sheppardia bocagei
- Акалат вохристий, Sheppardia sharpei
- Акалат сіробровий, Sheppardia gunningi  NT
- Акалат гірський, Sheppardia montana (E)  EN
- Акалат танзанійський, Sheppardia lowei (E)  VU
- Акалат рубезький, Sheppardia aurantiithorax (E)  EN
- Соловейко білогорлий, Irania gutturalis
- Соловейко східний, Luscinia luscinia
- Соловейко західний, Luscinia megarhynchos
- Мухоловка кавказька, Ficedula semitorquata
- Мухоловка білошия, Ficedula albicollis
- Горихвістка звичайна, Phoenicurus phoenicurus
- Скеляр малий, Monticola rufocinereus
- Скеляр строкатий, Monticola saxatilis
- Скеляр ангольський, Monticola angolensis
- Трав'янка лучна, Saxicola rubetra
- Saxicola torquatus
- Трактрак темний, Pinarochroa sordida
- Камінчак рудочеревий, Thamnolaea cinnamomeiventris
- Смолярик чорний, Myrmecocichla nigra
- Смолярик бурий, Myrmecocichla aethiops
- Смолярик білоголовий, Myrmecocichla arnotti
- Смолярик савановий, Myrmecocichla collaris
- Кам'янка звичайна, Oenanthe oenanthe
- Кам'янка чорнолоба, Oenanthe pileata
- Кам'янка попеляста, Oenanthe isabellina
- Кам'янка лиса, Oenanthe pleschanka
- Oenanthe familiaris
- Oenanthe lugubris
- Oenanthe lugens

Родина: Modulatricidae
- Плямогорлець, Modulatrix stictigula
- Тимелія бура, Arcanator orostruthus  VU

Родина: Нектаркові (Nectariniidae)
- Саїманга сіроголова, Deleornis axillaris
- Саїманга синьогорла, Anthreptes reichenowi  NT
- Саїманга червоногруда, Anthreptes anchietae
- Саїманга фіолетова, Anthreptes longuemarei
- Саїманга пурпурова, Anthreptes orientalis
- Саїманга улугуруйська, Anthreptes neglectus
- Саїманга мала, Anthreptes seimundi (A)
- Anthreptes tephrolaemus
- Саїманга червоносмуга, Anthreptes rubritorques (E)  VU
- Саїманга зеленовола, Hedydipna collaris
- Саїманга аманійська, Hedydipna pallidigaster  EN
- Нектарик зеленоголовий, Cyanomitra verticalis
- Нектарик синьогорлий, Cyanomitra cyanolaema
- Нектарик оливковий, Cyanomitra olivacea
- Нектарик сірий, Cyanomitra veroxii
- Нектарець зеленогорлий, Chalcomitra rubescens
- Нектарець аметистовий, Chalcomitra amethystina
- Нектарець червоноволий, Chalcomitra senegalensis
- Нектарець сомалійський, Chalcomitra hunteri
- Нектарка золотоголова, Nectarinia tacazze
- Нектарка бронзова, Nectarinia kilimensis
- Нектарка малахітова, Nectarinia famosa
- Нектарка червонобока, Nectarinia johnstoni
- Нектарка золотокрила, Drepanorhynchus reichenowi
- Маріка смарагдова, Cinnyris chloropygius
- Маріка західна, Cinnyris gertrudis
- Маріка міомбова, Cinnyris manoensis
- Маріка зеленогорла, Cinnyris whytei
- Маріка королівська, Cinnyris regius
- Маріка синьогуза, Cinnyris mediocris
- Маріка узамбарська, Cinnyris usambaricus  NT
- Маріка східна, Cinnyris fuelleborni
- Маріка удзунавійська, Cinnyris moreaui (E) ( NT
- Маріка улугуруйська, Cinnyris loveridgei (E)  EN
- Маріка-ельф, Cinnyris pulchellus
- Маріка чорнокрила, Cinnyris mariquensis
- Маріка танзанійська, Cinnyris shelleyi
- Маріка мікумійська, Cinnyris hofmanni (E)
- Маріка суданська, Cinnyris erythrocercus
- Маріка чорночерева, Cinnyris nectarinioides
- Маріка пурпуровосмуга, Cinnyris bifasciatus
- Маріка кенійська, Cinnyris tsavoensis
- Маріка острівна, Cinnyris pembae (E)
- Маріка райдужна, Cinnyris bouvieri (A)
- Маріка-білозір, Cinnyris superbus
- Маріка рудокрила, Cinnyris rufipennis (E)  VU
- Маріка ангольська, Cinnyris oustaleti
- Маріка білочерева, Cinnyris talatala
- Маріка різнобарвна, Cinnyris venustus
- Маріка міднобарвна, Cinnyris cupreus

Родина: Ткачикові (Ploceidae)
- Алекто червонодзьобий, Bubalornis niger
- Алекто білоголовий, Dinemellia dinemelli
- Магалі-вусань північний, Sporopipes frontalis
- Магалі білобровий, Plocepasser mahali
- Магалі міомбовий, Plocepasser rufoscapulatus
- Магалі танзанійський, Histurgops ruficauda (E)
- Громадник сіроголовий, Pseudonigrita arnaudi
- Громадник чорноголовий, Pseudonigrita cabanisi
- Малімб червоношиїй, Malimbus rubricollis
- Малімб червоноголовий, Anaplectes rubriceps
- Ткачик мозамбіцький, Ploceus bertrandi
- Ткачик золотолобий, Ploceus baglafecht
- Ткачик малий, Ploceus luteolus
- Ткачик тонкодзьобий, Ploceus pelzelni
- Ткачик короткокрилий, Ploceus nigricollis
- Ткачик чорногорлий, Ploceus ocularis
- Ткачик чорночеревий, Ploceus melanogaster
- Ткачик золотий, Ploceus subaureus
- Ткачик шафрановий, Ploceus xanthops
- Ткачик королівський, Ploceus aurantius
- Ткачик пальмовий, Ploceus bojeri
- Ткачик рудоголовий, Ploceus castaneiceps
- Ткачик бурогорлий, Ploceus xanthopterus
- Ткачик очеретяний, Ploceus castanops
- Ploceus holoxanthus (E)
- Ткачик річковий, Ploceus burnieri (E)  VU
- Ткачик савановий, Ploceus intermedius
- Ткачик чорнолобий, Ploceus velatus
- Ткачик акацієвий, Ploceus vitellinus
- Ткачик танзанійський, Ploceus reichardi
- Ткачик сомалійський, Ploceus spekei
- Ткачик західний, Ploceus nigerrimus
- Ткачик великий, Ploceus cucullatus
- Ткачик темний, Ploceus weynsi
- Ткачик чорноголовий, Ploceus melanocephalus
- Ткачик золотоспинний, Ploceus jacksoni
- Ткачик каштановий, Ploceus rubiginosus
- Ткачик лісовий, Ploceus bicolor
- Ткачик буроголовий, Ploceus insignis
- Ткачик малавійський, Ploceus olivaceiceps  NT
- Ткачик гірський, Ploceus nicolli (E)  EN
- Ткачик товстодзьобий, Ploceus superciliosus
- Квелія кардиналова, Quelea cardinalis
- Квелія червоноголова, Quelea erythrops
- Квелія червонодзьоба, Quelea quelea
- Вайдаг вогнистий, Euplectes orix
- Вайдаг занзібарський, Euplectes nigroventris
- Вайдаг чорнокрилий, Euplectes hordeaceus
- Вайдаг чорний, Euplectes gierowii
- Вайдаг золотистий, Euplectes afer
- Вайдаг діадемовий, Euplectes diadematus
- Вайдаг товстодзьобий, Euplectes capensis
- Вайдаг білокрилий, Euplectes albonotatus
- Вайдаг жовтоплечий, Euplectes macroura
- Вайдаг великий, Euplectes ardens
- Вайдаг червоноплечий, Euplectes axillaris
- Вайдаг болотяний, Euplectes hartlaubi
- Вайдаг малавійський, Euplectes psammacromius
- Вайдаг кенійський, Euplectes jacksoni  NT
- Ткачик білолобий, Amblyospiza albifrons

Родина: Астрильдові (Estrildidae)
- Нігрита чорнолоба, Nigrita canicapillus
- Астрильд-мурахоїд рудогрудий, Parmoptila jamesoni
- Астрильдик чорнохвостий, Nesocharis ansorgei
- Астрильд ефіопський, Coccopygia quartinia
- Астрильд зелений, Mandingoa nitidula
- Червоногуз ефіопський, Cryptospiza salvadorii
- Червоногуз зеленоголовий, Cryptospiza reichenovii
- Астрильд темнодзьобий, Glaucestrilda perreini
- Астрильд болотяний, Estrilda paludicola
- Астрильд червонокрилий, Estrilda rhodopyga
- Астрильд сірий, Estrilda troglodytes (A)
- Астрильд смугастий, Estrilda astrild
- Астрильд білочеревий, Estrilda nonnula
- Астрильд червонобокий, Estrilda kandti
- Астрильд чорнощокийBrunhilda erythronotos
- Астрильд рудогузий, Brunhilda charmosyna
- Синьодзьоб червоноголовий, Spermophaga ruficapilla
- Червонощок чорночеревий, Pyrenestes ostrinus
- Червонощок малий, Pyrenestes minor
- Астрильд-метелик савановий, Uraeginthus angolensis
- Астрильд-метелик червонощокий, Uraeginthus bengalus
- Астрильд-метелик синьоголовий, Uraeginthus cyanocephalus
- Астрильд пурпуровий, Granatina ianthinogaster
- Перлистик червоноволий, Hypargos niveoguttatus
- Мельба строката, Pytilia melba
- Мельба золотокрила, Pytilia afra
- Амарант червонодзьобий, Lagonosticta senegala
- Амарант бурий, Lagonosticta nitidula
- Амарант червоний, Lagonosticta rubricata
- Амарант рожевий, Lagonosticta rhodopareia
- Амадина червоногорла, Amadina fasciata
- Бенгалик золотогрудий, Amandava subflava
- Луговик чорнощокий, Ortygospiza atricollis
- Луговик червонощокий, Paludipasser locustella
- Сріблодзьоб сіроголовий, Spermestes griseicapilla
- Сріблодзьоб чорноволий, Spermestes cucullata
- Сріблодзьоб строкатий, Spermestes bicolor
- Сріблодзьоб східний, Spermestes nigriceps
- Сріблодзьоб великий, Spermestes fringilloides
- Сріблодзьоб чорногузий, Euodice cantans
- Рисівка яванська, Padda oryzivora (I)  EN

Родина: Вдовичкові (Viduidae)
- Вдовичка білочерева, Vidua macroura
- Вдовичка широкохвоста, Vidua obtusa
- Вдовичка райська, Vidua paradisaea
- Вдовичка сапфірова, Vidua hypocherina
- Вдовичка світлохвоста, Vidua fischeri
- Вдовичка червононога, Vidua chalybeata
- Вдовичка фіолетова, Vidua funerea
- Вдовичка пурпурова, Vidua purpurascens
- Вдовичка акацієва, Vidua codringtoni
- Зозульчак, Anomalospiza imberbis

Родина: Горобцеві (Passeridae)
- Горобець хатній, Passer domesticus (I)
- Горобець кенійський, Passer rufocinctus
- Горобець сіроголовий, Passer griseus
- Горобець товстодзьобий, Passer gongonensis
- Горобець суахільський, Passer suahelicus
- Горобець блідий, Passer diffusus
- Горобець іржастий, Passer eminibey
- Горобець сахелевий, Gymnoris pyrgita
- Горобець білобровий, Gymnoris superciliaris

Родина: Плискові (Motacillidae)
- Плиска капська, Motacilla capensis
- Плиска ефіопська, Motacilla clara
- Плиска гірська, Motacilla cinerea
- Плиска жовта, Motacilla flava
- Плиска строката, Motacilla aguimp
- Плиска біла, Motacilla alba
- Щеврик рудий, Anthus cinnamomeus
- Щеврик ангольський, Anthus nyassae
- Щеврик довгодзьобий, Anthus similis
- Щеврик-велет, Anthus leucophrys
- Щеврик блідий, Anthus vaalensis
- Щеврик смугастий, Anthus lineiventris
- Щеврик лісовий, Anthus trivialis
- Щеврик червоногрудий, Anthus cervinus
- Щеврик короткохвостий, Anthus brachyurus
- Щеврик чагарниковий, Anthus caffer
- Щеврик білогорлий, Anthus sokokensis  EN
- Щеврик золотистий, Tmetothylacus tenellus
- Пікулик жовтогорлий, Macronyx croceus
- Пікулик жовтобровий, Macronyx fuellebornii
- Пікулик золотогорлий, Macronyx aurantiigula
- Пікулик червоногорлий, Macronyx ameliae

Родина: В'юркові (Fringillidae)
- Івуд, Linurgus olivaceus
- Щедрик жовтолобий, Crithagra mozambica
- Щедрик діадемовий, Crithagra frontalis
- Щедрик східний, Crithagra hyposticta
- Щедрик папірусовий, Crithagra koliensis
- Щедрик чорногорлий, Crithagra atrogularis
- Щедрик буроволий, Crithagra reichenowi
- Щедрик білочеревий, Crithagra dorsostriata
- Щедрик південний, Crithagra buchanani
- Щедрик акацієвий, Crithagra sulphurata
- Щедрик строкатий, Crithagra striolata
- Щедрик жовтобровий, Crithagra whytii
- Щедрик товстодзьобий, Crithagra burtoni
- Щедрик високогірний, Crithagra melanochroa (E)
- Щедрик чорнощокий, Crithagra mennelli
- Щедрик білобровий, Crithagra reichardi
- Serinus flavivertex

Родина: Вівсянкові (Emberizidae)
- Вівсянка білоброва, Emberiza cabanisi
- Вівсянка жовточерева, Emberiza flaviventris
- Вівсянка сомалійська, Emberiza poliopleura
- Вівсянка малавійська, Emberiza vincenti
- Вівсянка каштанова, Emberiza tahapisi